# Frenemies
Frenemies is een televisiefilm uit 2012 gebaseerd op de roman met dezelfde naam geschreven door Alexa Young die in première ging op Disney Channel. In de film spelen onder meer Bella Thorne, Zendaya, Stefanie Scott, Nick Robinson en Mary Mouser mee. De film volgt drie verschillende vriendenparen die van vrienden vijanden worden en weer terug. De film is geregisseerd door Daisy Mayer en is geschreven door Dava Savel, Wendy Weiner en Jim Krieg.
Deze Disney Channel Original Movie zal in Nederland en België op 25 mei 2012 in première gaan en ging op 13 januari 2012 in de Verenigde Staten en Canada in première. De film werd tijdens haar première door 4,2 miljoen mensen bekeken in de Verenigde Staten. 

## Verhaal
De film is ingedeeld in 3 verhalen. Avalon en Halley verschijnen in het eerste en derde verhaal als figuranten.

### Jake en Murray
Het eerste verhaal gaat over een whizzkid tiener op Waterbury High School genaamd Jake Logan (Nick Robinson) die beste vrienden is met zijn hond, Murray (Winston). Een populair meisje genaamd Julianne (Stefanie Scott) probeert tussen hen te komen wanneer ze Murray uit de weg wil ruimen wanneer Murray haar anders bekijkt. Om nog een 10 te halen, maakt ze Jake haar "vriendje" (een gebruikelijke tactiek om jongens haar huiswerk te laten maken). Wanneer ze erachter komt dat Murray geprobeerd heeft om haar liefdesbrief door de wc te spoelen, bedenkt ze een plan om Murray voorgoed uit de weg te ruimen. Ze steelt Jake's nationale prijs-certificaat van de NASA, spuit er parfum op, net zoals ze deed met de liefdesbrief en gooit het door de brievenbus van Jake's voordeur. Net zoals Julianne had verwacht, neemt Murray Jake's NASA-certificaat naar de badkamer en wil het doorspoelen. Jake, die net nog zijn certificaat had gered, wordt boos en schreeuwt tegen Murray om weg te gaan. Murray volgt zijn bevel en rent weg van huis. Een klasgenoot genaamd Savannah O'Neal (Mary Mouser), die van skateboarden houdt en verliefd is op Jake, vindt Murray en neemt hem mee naar haar huis. De volgende dag, begint Jake zich zorgen te maken dat Murray niet meer terugkomt, maar besluit om zijn en Julianne's project af te maken. Op school besluit Jake om zich "cool" te kleden om indruk te maken op Julianne, maar Avalon Greene (Bella Thorne) en Halley Brandon (Zendaya) beoordelen het en kraken zijn verschijning af. Wanneer Jake Julianne's aard ontdekt, weigert hij zijn project aan haar te geven. Savannah gebruikt dit als een kans om uit te leggen dat Julianne "vriendjes" gebruikt om tienen te krijgen, waardoor Julianne betrapt is. Murray rent het lokaal in en maakt het project kapot. Ondanks het verwoeste project is Jake blij om Murray te zien en worden weer beste vrienden.

### Avalon en Halley
Het tweede verhaal gaat over Avalon Greene (Bella Thorne) en Halley Brandon (Zendaya) die een webmagazine creëren genaamd "GeeklyChic". Tijdens schooltijd krijgt Halley een telefoontje van haar en Avalon's favoriete New York publicerende  bedrijf, geleid door Cherie St. Claire (Jessalyn Wanlim). Ze denkt dat het een grap is, maar eigenlijk is het echt geen grap. Cherie St. Claire vertelt hen dat ze naar het hoofdgebouw van het publicerende bedrijf in Manhattan, New York moeten gaan, waar ze hun iets gaat vragen wat hun leven zal veranderen. Tijdens het gesprek vertelt Cherie St. Claire aan Avalon en Halley dat ze hun webmagazine leuk vindt en het wil kopen, maar besluit dat een van hen de hoofdredacteur wordt. Avalon en Halley, die allebei aangenomen willen worden, besluiten allebei een Franse zanger genaamd Jean Frank te interviewen na zijn eerste Amerikaanse uitverkochte concert, waardoor ze "frenemies" worden. Aan het eind besluiten ze om het artikel te delen. Cherie St. Claire wordt boos en besluit ze hen allebei niet aan te nemen. De televisieshow "Teens Now" kiest hun artikel over Jean Frank dat hij zijn imago veranderde en dat hij deed alsof hij van Parijs, Frankrijk, kwam. "Teens Now" vertelt ook hun publiek om het te bekijken. Nadat ze zien dat hun webmagazine over heel het land bekend is, maken Avalon en Halley het weer goed en worden weer beste vriendinnen.

### Savannah en Emma
Het laatste verhaal in de film gaat over Savannah O'Neal en Emma Reynolds (Mary Mouser speelt beide rollen) die wisselen van persoon om te zien hoe hun levens zijn. Savannah is een "tomboy" die van skaten houdt, woont met haar vader en 3 broertjes, zit op Waterbury High School en is verliefd op Jake Logan (Nick Robinson). Emma, aan de andere kant, komt uit een rijke Engelse familie, is enig kind, gaat naar een privéschool en wil een gewoon meisje zijn. Terwijl ze in het winkelcentrum zijn om schoenen uit te zoeken, leren Savannah en Emma elkaar kennen en besluiten om te wisselen voor een week. Savannah ziet hoe Emma's leven is en Emma ziet hoe Savannah's leven is. Ze vinden hun nieuwe leven niet leuk en willen weer ruilen. Bij Emma's verjaardagsfeest maakt Savannah (als Emma) het uit met Emma's vriendje Lance Lancaster (Dylan Everett), wanneer Emma (als Savannah) Jake (Savannah's liefde) uitnodigt om met haar naar Emma's verjaardagsfeestje te gaan. Emma en Savannah ruilen weer terug en worden vriendinnen, net als iedereen van de drie verhalen van de film die naar Emma's verjaardagsbal komen.

## Rolverdeling
- Bella Thorne als Avalon Greene
- Zendaya als Halley Brandon
- Mary Mouser als Savannah/Emma
- Nick Robinson als Jake
- Stefanie Noelle Scott als Julianne
- Connor Price als Walker
- Jascha Washington als Kendall Brandon
- Dylan Everett als Lance Lancaster
- Kathryn Greenwood als Lisa Logan
- Doug Murray als Roug O'Neal
- Clive Walton als Walt Reynolds
- Natalie Radford als Jacqueline Reynolds
- Jessalyn Wanlim als Cherie St. Claire
- Jesse Bostick als Emmett
- Julian Kennedy als Owen

## Productie
De film was opgenomen in Toronto in Canada in april en mei 2011.